# Louise delos Reyes
Mary Grace Perido, mieux connue sous le nom de Louise delos Reyes, est une actrice philippine née le 1er septembre 1992 à Tanza dans la province de Cavite aux Philippines.

## Biographie
En 2016, Louise delos Reyes tient l'un des deux rôles principaux du film lesbien de Samantha Lee, Baka Bukas (Maybe Tomorrow).

## Filmographie
- 2008 : Lipgloss (série télévisée) : Louise Tangco
- 2009 : Agaton & Mindy : Mindy
- 2010 : Bantatay (série télévisée) : Grace
- 2010 : B.F.G.F. (série télévisée) : Hermes
- 2010 : Tween Hearts (série télévisée) : Luisa Reyes
- 2011 : Alakdana (série télévisée) : Adana San Miguel
- 2011 : Tween Academy: Class of 2012 : Jess
- 2011 : The Road : Joy
- 2011 : Shake Rattle Roll 13 : Shane
- 2012 : My Beloved (série télévisée) : Grace
- 2012 : One True Love (série télévisée) : Elize
- 2013 : Mundo mo'y akin (série télévisée) : Marilyn
- 2013 : Island Dreams : Julie
- 2014 : Basement
- 2014 : Kambal sirena (série télévisée) : Alona / Perlas
- 2014 : Rhodora X (série télévisée) : Rosanna Abanes
- 2014 : Seasons of Love (mini-série) : Melina
- 2015 : Alamat (série télévisée) : Mariang Masipag (voix)
- 2015 : My Faithful Husband (série télévisée) : Mylene
- 2015 : Karelasyon (série télévisée) : Mildred / Veronica / Abby
- 2015 : Dangwa (série télévisée) : Toni Katigbak
- 2012-2016 : Magpakailanman (série télévisée) : Kat / Susan / Jane / ...
- 2016 : Magkaibang mundo (série télévisée) : Princess 'Pepay' Sandoval
- 2016 : Ang hapis at himagsik ni Hermano Puli
- 2013-2016 : Wagas (série télévisée) : Jade / Janice Lagman / Gracey / ...
- 2016 : Baka Bukas (Maybe Tomorrow) : Jess
- 2017 : Hourglass (série télévisée)